# Pterolophia crassepuncta
Pterolophia crassepuncta là một loài bọ cánh cứng trong họ Cerambycidae.